# Sara Slattery
Sara Slattery, geborene Gorton (* 2. Oktober 1981 in Phoenix, Arizona) ist eine US-amerikanische Langstreckenläuferin.
Im Jahr 2006 belegte sie bei den Crosslauf-Weltmeisterschaften in Fukuoka auf der Langstrecke den 26. Platz und wurde Vierte beim Jacksonville River Run.
Bei den Panamerikanischen Spielen 2007 in Rio de Janeiro siegte sie über 10.000 m.
Für die University of Colorado startend wurde sie 2005 NCAA-Meisterin über 10.000 m und 2003 NCAA-Hallenmeisterin über 5000 m.
Seit dem Januar 2004 ist sie mit ihrem Läuferkollegen Steve Slattery verheiratet.

## Persönliche Bestzeiten
- 3000 m: 8:58,09 min, 21. Mai 2006, Carson
  - Halle: 9:07,16 min, 15. März 2003, Fayetteville
- 5000 m: 15:08,32 min, 8. Juli 2006, Saint-Denis
  - Halle: 15:37,68 min, 28. Januar 2006, Boston (übergroße Bahn: 15:32,28 min, 1. Februar 2008, Seattle)
- 10.000 m: 31:57,94 min, 26. Juli 2006, Helsinki
- 15-km-Straßenlauf: 50:47 min, 11. März 2006, Jacksonville